# Anton Kovačević
Anton Kovačević (1995.) je hrvatski gimnastičar. i gimnastički sudac.
Gimnastikom se bavi od šeste godine. Još kao srednjoškolac bavi profesionalno se bavi gimnastikom. Pohađao je XV. gimnaziju u Zagrebu, gdje je bio odličan učenik. Već u toj dobi položio je za gimnastičkog sudca i bio je demonstrator na gimnastičkoj katedri u Višoj trenerskoj školi te član hrvatske juniorske reprezentacije.

## Uspjesi
Još u adolescentskoj dobi dobio je priznanje Hrvatskog olimpijskog odbora.
Sudionik europskog prvenstva u Birminghamu 2010. godine.
Na 2. natjecanju Vip najuspješniji tinejdžer Hrvatske, održanom 2011. u Zagrebu, izabran je za najuspješnijeg tinejdžera u konkurenciji brojnih srednjoškolaca.
Do 2011., još kao učenik prvog razreda srednje škole, osvojio je već mnogo odličja na brojnim svjetskim turnirima (Innsbruck, Linz, Maribor...) i natjecanjima. Višestruki je hrvatski prvak u višeboju te prvak na ručama i preči.
Na svjetskom gimnastičkom kupu u Ljubljani travnja 2016. osvojio je 5. mjesto na preči.